# Justo Bueno Pérez
Justo Bueno Pérez (Munébrega, comunidad de Calatayud, 1907 – Barcelona, 10 de febrero de 1944) fue un militante y pistolero anarcosindicalista español.

## Biografía
De origen aragonés, Justo Bueno Pérez se trasladó junto a su familia a Barcelona cuando todavía era un niño. Trabajó como tornero y militó en la CNT y en la FAI. Destacó como hombre de acción en los comités de defensa durante las luchas de los tranviarios en los años treinta. Se le atribuyó el incendio de tranvías, así como el asalto y sabotaje de las cocheras de tranvías durante la huelga de 1932.

#### Asesinato de los hermanos Badia
El 28 de abril de 1936, según confesión realizada por Justo Bueno en el sumario incoado por la judicatura franquista años más tarde, intervino junto al argentino Lucio Ruano (pseudónimo de Rodolfo Prina), José Martínez Ripoll y Vicente Tomé Martín, también argentino, en el grupo de acción que dio muerte a Miquel Badia y a su hermano Josep, consiguiendo por eso cierta celebridad. Según esta versión, Jaime Riera (que en el verano de 1936 fue miembro cenetista del Tribunal de las Patrullas de Control) facilitó las armas y el coche de fuga; Justo Bueno, a la altura del número 38 de la calle Muntaner, asesinó a Miquel Badia con tres tiros; su compinche, Lucio Ruano, asesinó a Josep Badia y el tercero, Martínez Ripoll, protegió la fuga de Bueno y Ruano, con su pistola ametralladora. Según el declarante, Vicente Tomé conducía el auto de fuga, un Ford rojo oscuro matrícula B-39763.
El primer juez instructor, Emilià Vilalta Vidal, dirigió sus investigaciones contra el grupo de Justo Bueno, pero el 2 de junio fue apartado del caso. Su sucesor, José Márquez Caballero, lo citó a declarar el 12 de junio. Debido a las fuertes presiones recibidas, el día 25 fueron liberados los sospechosos detenidos (Justo Bueno, Ignacio de la Fuente, José Villagrasa y Manuel Costa Ribero).
El día 6 de julio de 1936 visitó la redacción del periódico La Rambla el periodista Avel·lí Artís-Gener, amigo del juez Vilalta, y confesó su participación en el asesinato de los hermanos Badia. A continuación, amenazó de muerte a Josep Maria Planes, periodista de La Publicitat si continuaba investigando el asunto. Tísner publicó la entrevista en La Rambla. Ya iniciada la Guerra Civil, el 25 de agosto de 1936, Josep Maria Planes fue encontrado muerto cerca de la carretera de la Rabassada. Al parecer, los responsables fueron un grupo de acción de la FAI, pero hay controversia sobre la participación de Bueno en el asesinato.

#### Guerra Civil
El 20 de julio de 1936 Justo Bueno participó en el asalto del cuartel de los Astilleros, junto a Francisco Ascaso, Juan García Oliver, Antonio Ortiz Ramírez, Pablo Ruiz, Lucio Ruano y otros. El 24 de julio marchó al frente de Aragón con la Columna Durruti, formando parte del Comité de Investigación de la Columna. Ejerció el cargo de delegado general de orden público, y después de subsecretario del mismo departamento, del Consejo de Aragón. Se le acusó del fusilamiento de 29 franquistas en Gelsa, en la retaguardia del frente militar.
En febrero de 1937, Bueno fue acusado de estafar a un aviador francés 65.000 francos, utilizando el nombre del sindicato, para después asesinarlo.
El 16 de julio de 1937 se exilió en Francia con José Martínez y Lluís Latorre, estableciéndose entre Auch y Toulouse. Poco después volvió clandestinamente a España. Fue detenido por las autoridades republicanas y en agosto de 1937 fue condenado a treinta años de prisión por el asesinato del aviador francés. Encerrado en la Cárcel Modelo de Barcelona, el 7 de octubre fue juzgado nuevamente bajo la acusación de posesión de pasaporte falso y evasión de capitales. Debido a las protestas en la Cárcel Modelo fue trasladado a Manresa. El 8 de enero de 1938 consiguió fugarse y marchó a Marsella, donde actuó de espía para Manuel Escorza del Val. El gobierno de la República pidió al Gobierno francés su extradición.
El 9 de marzo de 1939 fue detenido por la policía francesa en Marsella. El 12 de agosto de 1939 le fue concedida la extradición a España junto con José Martínez Ripoll. Ambos fueron entregados a las autoridades franquistas en Port-Bou el 12 de marzo de 1940 y posteriormente encerrados primero en Figueras y después puestos a disposición de la Dirección General de Seguridad en Madrid. Sorprendentemente, ambos fueron liberados el 30 de julio de 1940 porque no estaban reclamados por ningún juez. Una vez libre, Justo Bueno se instaló en Barcelona, donde trabajó en La Maquinista Terrestre y Marítima. Sin embargo, el 29 de junio de 1941 fue arrestado por el comisionado jefe de la Brigada Político-Social de Barcelona, Pedro Polo, y su ayudante el inspector Eduardo Quintela. Ambos lo reconocieron y lo detuvieron. En la comisaría de Vía Layetana confesó todos los hechos. El 14 de julio de 1943 fue sentenciado a muerte. Lo fusilaron en el Campo de la Bota el 10 de febrero de 1944, junto a Miquel Arenas Pons (ERC), Alfons Palau Font (CNT) y los ladrones José Guia Cruzado y Feliciano Blaya Junta, y enterrados en el Fossar de la Pedrera.
Su nombre figura en una de las columnas con los nombres de los inmolados por las libertades de Cataluña en el Cementerio de Montjuic. Reconocimiento también denunciado por el historiador Josep Benet.